# Грэм, Джон (экономист)
Джон Грэм (John R. Graham; род. 1 июня 1961, Бомонт, Техас) — американский экономист, финансист, специалист по корпоративным финансам.
Доктор философии (1994), профессор Университета Дьюка.
С 1997 года директор Global Business Outlook.
Отмечен Brattle Prize (2000) и Jensen Prize (2001, 2005, 2006, 2013, 2016).

## Биография
Окончил College of William & Mary (бакалавр математики и экономики, 1983). В 1988 году получил степень магистра экономики в Университете Содружества Виргинии. Степень доктора философии получил в Университете Дьюка в 1994 году.
В 1983—1990 гг. старший экономист Virginia Electric & Power Company.
В 1994—1997 гг. ассистент-профессор Университета Юты.
С 1997 года ассистент-профессор, с 1999 года ассоциированный профессор, с 2004 года полный профессор финансов Университета Дьюка, ныне его именной профессор (D. Richard Mead Jr. Family Professor) финансов.
Фелло National Center for the Middle Market (2016).
Соредактор Journal of Finance.
Отмечен AAA Notable Contributions to Accounting Literature Award (2016).
Регулярно выступает в СМИ.
Автор более полусотни работ. Автор учебников Corporate Finance: Linking Theory to What Companies Do (Cengage) и Introduction to Corporate Finance (Cengage).